# Valentin Wenz
Valentin Wenz (* 2. Mai 1831 in Gerbach; † 29. November 1909 ebenda) war ein deutscher Gutsbesitzer und Politiker.
Wenz war Gutsbesitzer in Gerbach (Bezirksamt Rockenhausen). Am 28. September 1895 rückte er für den verstorbenen Abgeordneten Karl Spies in die Zweite Kammer des Bayerischen Landtags nach, der er bis 1907 angehörte.